# Veronica gunae
Veronica gunae är en grobladsväxtart som beskrevs av Adolf Engler. Veronica gunae ingår i släktet veronikor, och familjen grobladsväxter. Inga underarter finns listade i Catalogue of Life.